# 堂山昌司
堂山 昌司（どうやま しょうじ、1958年10月10日 - ）は、日本の実業家。NBCユニバーサル・エンターテイメントジャパン最高経営責任者兼社長。

## 人物・経歴
アメリカ合衆国イリノイ州出身。父は物理学者で東京大学名誉教授。東京都立日比谷高等学校を経て、2年間の浪人を経て、祖父と同じ中央大学の商学部に進学。1983年大学を卒業し、ソニーに入社。1990年ハーバード大学ハーバード・ビジネス・スクール修士課程修了、Master of Business Administration。
同年ソニー･コーポレーション・オブ・アメリカ エンターテイメント事業戦略本部バイス・プレジデント。1992年兼ソニー・ミュージックエンタテインメント ファイナンス＆ビジネス・デベロプメント シニア・ディレクター。1997年BMGクラシックスアジア太平洋地域担当副社長。1998年BMGファンハウス取締役。
2000年アット・ジャパン・メディア代表取締役社長兼CEO兼MTVジャパン代表取締役会長兼CEO。2001年BMGファンハウス取締役副社長。2005年東芝EMI代表取締役社長兼CEO。
2008年日本マイクロソフト代表執行役副社長。2011年ガシー・レンカー・ジャパン代表取締役社長。2012年ニュースキン・ジャパン執行役副社長。2015年日本シャクリーホールディングス代表執行役社長、日本シャクリー取締役代表執行役社長。2017年NBCユニバーサル・エンターテイメントジャパン最高経営責任者兼社長。

## 参加作品
- 藤圭子 伝説の名曲（プロデューサー）
- YOSHIDA MINAKO RCA best collection（エグゼクティブ・プロデューサー）
- 地獄少女（製作）